# Kraljična Haris
Kraljična Haris je drama, ki jo je napisal Anton Leskovec. Izšla je leta 1927 v reviji Dom in svet.

## Osebe
- Žiga Knez,
- Jošt Osojnik,
- Osojnica, njegova mati,
- Grega Polajnar,
- Helena, njegova hči,
- gospa Isteniška,
- Sabina, njena hči,
- Balant, Krista, Knezova služabnika,
- Pjer, Marta, služabnika Isteniških,
- Zofija, služkinja Osojnikovih,
- notar.

## Zgodba

### 1. dejanje
Jošt je nadarjen kemik, zdaj si obeta, da bo postal ravnatelj tovarne in se razmahnil, nihče več ga ne bo omejeval - njegov cilj je, da bi postal vplivnejši in močnejši od bogatega Kneza, prodrl celo na grad, kjer kraljuje lepa Sabina, ki se je vsi bojijo! K njej je zahajal Knez, nato pa nenadoma prenehal, mesto je zdaj prosto … V opoju uspeha Jost brezobzirno odslovi Zofijo, ki ji je naredil otroka, hudo pa razočara tudi Heleno, ki se je povsem zanašala nanj. V Heleno se zaljubi Knez, preskrbi ji službo, ko dekle ostane brez dela.

### 2. dejanje
Jošt Sabino zasnubi, njuna zveza naj bo zavezništvo zoper Kneza, ona se bo bivšemu oboževalcu maščevala za ponižanje, on pa bo z njenim denarjem in položajem postal močnejši od Kneza. Sabina Jošta zaničuje, z divjo ljubeznijo demonične kraljične Haris ljubi Kneza, vendar izrabi Joštovo strast in mu izmami stekleničko smrtonosnega strupa, ki ga je izumil. - Sabinina mati je kot glavna delničarka družbe svoj del razprodala, s tem resno ogrozila družbo in Knezovo imetje, hoteč Kneza prisiliti, da bi »združil grad in (svojo) vilo«. Sabina hoče Kneza zapeljati z razkošnim plesom kraljične Haris, vendar zaman.

### 3. dejanje
Družba je bankrotirala, grad ima vse niti v rokah in Jošt se podviza, da bi si zagotovil Sabino. Ta poskuša še zadnje, da bi pridobila Kneza, ki je odstopil s položaja in mu je od vsega premoženja ostala samo še vila. Sabina hoče vilo kupiti, da bi vsaj tako izpolnila materino zadnjo željo, a Knez vilo podari Heleni in razkrije, kar že dolgo straši v ozadju: Sabina ne more veljavno poslovati, ker je psihično bolna. Vsi se zgrozijo, Sabina pa razposajeno napolni kozarce in skrivaj strese vanje strup. Polajnar to opazi, prepreči zločin in nesrečnico odpelje, saj jo že dolgo ljubi. Knez in Helena Sabini odpustita in odideta, ostane le obupani Jošt, ki so se mu vse sanje razsule v nič. Ponj pride mati: Zofija je pri porodu umrla, iz ljubezni mu je odpustila vse, zdaj morata na njen grob …